# Peugeot type 501
Le Peugeot type 501 est un modèle de véhicule utilitaire fabriqué par Peugeot de 1913 à 1914.

## Historique
Le type 501 sort en 1913. Il est proposé en plusieurs carrosseries : fourgon, camion de charge utile 500 à 600 kg et taxi. 
La production a lieu de 1913 à 1914, en 202 exemplaires. Le type 501 est remplacé par le type 1501.

## Conception
Le type 501  est équipé d'un moteur à essence à quatre cylindres Peugeot HP, dérivé du moteur HE dont la course des cylindres est réduite à 120 mm (l'alésage reste de 70 m). Il fournit une puissance de 10 HP.
La transmission se fait par cardan. Les roues sont montées sur roulement à billes.